# Transitoriedad
La transitoriedad o impermanencia, también conocida como el problema filosófico del cambio, es un concepto filosófico abordado en diversas religiones y filosofías. 
En la filosofía oriental destaca por su papel en el concepto de Tri-Laksana, las tres marcas de existencia budistas. También es un elemento del hinduismo. 
En la filosofía occidental es más conocido por su primera aparición en la filosofía griega en los escritos de Heráclito y en su doctrina de panta rei (Πάντα ῥεῖ; "Τodo fluye" en griego clásico). En la filosofía occidental el concepto también se denomina devenir.

## Oriente
La palabra pali para la transitoriedad o impermanencia, anicca, es una palabra compuesta formada por "a", que significa no, y "nicca", que significa "constante, continuo, permanente". Mientras que "nicca" es el concepto de continuidad y permanencia, "anicca" se refiere a su opuesto exacto; la ausencia de permanencia y continuidad. El término es sinónimo del término sánscrito anitya (a + nitya). El concepto de impermanencia ocupa un lugar destacado en el budismo, y también se encuentra en varias escuelas del hinduismo y el jainismo. El término también aparece en el Rigveda.

### Budismo
La transitoriedad o impermanencia, llamada anicca (Pāli) o anitya (sánscrito), aparece ampliamente en el Canon Pali como una de las doctrinas esenciales del budismo. La doctrina afirma que toda la existencia condicionada, sin excepción, es "transitoria, evanescente, inconstante". Todas las cosas temporales, ya sean materiales o mentales, son objetos compuestos en un continuo cambio de condición, sujetos a la decadencia y la destrucción. Todos los acontecimientos físicos y mentales no son metafísicamente reales. No son constantes ni permanentes; nacen y se disuelven.
El anicca se entiende en el budismo como la primera de las tres marcas de la existencia (Tri-Laksana), siendo las otras dos Dukha (sufrimiento, dolor, insatisfacción) y Anātman (no-ser, no-alma, no-esencia). Aparece en los textos pali como ""sabbe sankhara anicca, sabbe sankhara dukkha, sabbe dhamma anatta", que Szczurek traduce como "todas las cosas condicionadas son impermanentes, todas las cosas condicionadas son dolorosas, todos los dharmas son sin Ser".
Todos los acontecimientos físicos y mentales, afirma el budismo, nacen y se disuelven. La vida humana encarna este flujo en el proceso de envejecimiento, el ciclo de nacimiento y muerte repetidos (Samsara), nada dura y todo decae. Esto es aplicable a todos los seres y su entorno, incluidos los que se han reencarnado en los reinos deva (dios) y naraka (infierno).
Anicca está íntimamente asociada con la doctrina de anatta, según la cual las cosas no tienen esencia, ser permanente o alma inmutable. El Buda enseñó que, dado que ningún objeto físico o mental es permanente, los deseos o el apego a uno u otro causan sufrimiento (dukkha). Comprender Anicca y Anatta son pasos en el progreso espiritual del budista hacia la iluminación.
Todo, ya sea físico o mental, es una formación (Saṅkhāra), tiene un origen dependiente y es impermanente. Surge, cambia y desaparece. Según el budismo, todo en la vida humana, todos los objetos, así como todos los seres ya sea en los reinos celestiales o infernales o terrenales en la cosmogonía budista, es siempre cambiante, inconstante, experimenta el renacimiento y la redención (Samsara). Esta impermanencia es una fuente de dukkha. Esto contrasta con el nirvana, la realidad que es nicca, o que no conoce el cambio, la decadencia o la muerte.

### Hinduismo
El término Anitya (अनित्य), en el sentido de impermanencia de los objetos y de la vida, aparece en el verso 1.2.10 del Kaṭha-upaniṣad, uno de los principales Upanishads del hinduismo. Afirma que todo en el mundo es impermanente, pero la naturaleza impermanente de las cosas es una oportunidad para obtener lo que es permanente (nitya), tal y como la escritura hindú presenta su doctrina sobre el Atman (alma). El término Anitya también aparece en el Bhagavad-gītā en un contexto similar.
El budismo y el hinduismo comparten la doctrina de Anicca o Anitya, es decir, "nada dura, todo está en constante estado de cambio"; sin embargo, discrepan en la doctrina Anatta, es decir, si el alma existe o no. Incluso en los detalles de sus respectivas teorías de la transitoriedad o impermanencia, afirman Frank Hoffman y Deegalle Mahinda, las tradiciones budista e hindú difieren. El cambio asociado a Anicca y a los apegos asociados produce tristeza o Dukkha, afirma el budismo, y por lo tanto hay que descartarlo para la liberación (nibbana), mientras que el hinduismo afirma que no todos los cambios y apegos conducen a Dukkha y que algunos cambios -mentales o físicos o de autoconocimiento- conducen a la felicidad y por lo tanto hay que buscarlos para la liberación (moksha). El Nicca (permanente) en el budismo es anatta (no alma), el Nitya en el hinduismo es atman (alma).

## Occidente
La impermanencia aparece por primera vez en la filosofía griega en los escritos de Heráclito y su doctrina del panta rei (Πάντα ῥεῖ; "Τodo fluye" en griego clásico). Heráclito fue famoso por su insistencia en que el cambio constante es la esencia fundamental del universo, tal y como se afirma en el famoso dicho: "Ningún hombre pisa dos veces el mismo río". Esto se considera comúnmente como una contribución clave en el desarrollo del concepto filosófico de devenir, en contraste con el de "ser", y a veces se ha visto en una relación dialéctica con la afirmación de Parménides de que "todo lo que es, es, y lo que no es no puede ser", entendiéndose esta última como una contribución clave en el desarrollo del concepto filosófico de ser. Por esta razón, Parménides y Heráclito son considerados comúnmente como dos de los fundadores de la ontología. Los estudiosos han creído generalmente que o bien Parménides respondía a Heráclito, o bien Heráclito a Parménides, aunque la opinión sobre quién respondía a quién ha variado a lo largo de los siglos XX y XXI. La posición de Heráclito se complementaba con su marcado compromiso con la unidad de los opuestos en el mundo, afirmando que "el camino hacia arriba y hacia abajo son uno y el mismo". A través de estas doctrinas, Heráclito caracterizaba todas las entidades existentes por pares de propiedades contrarias, por lo que ninguna entidad puede ocupar un solo estado en un solo momento. Esto, junto con su críptica afirmación de que "todas las entidades vienen a ser de acuerdo con este Logos" (literalmente, "palabra", "razón" o "cuenta") ha sido objeto de numerosas interpretaciones.
La impermanencia fue ampliamente aceptada, aunque no universalmente, por los filósofos griegos posteriores. La teoría de los átomos de Demócrito implicaba que los conjuntos de átomos eran impermanentes. Pirrón declaró que todo era astathmēta (inestable) y anepikrita (no fijo). Plutarco comentó la impermanencia diciendo "Y si la naturaleza que se mide está sujeta a las mismas condiciones que el tiempo que la mide, esta naturaleza en sí misma no tiene permanencia, ni "ser", sino que se está convirtiendo y pereciendo según su relación con el tiempo". Las Meditaciones de Marco Aurelio contienen muchos comentarios sobre la impermanencia, como por ejemplo: "Tened en cuenta que todo lo que existe está ya deshilachado en los bordes, y en transición, sujeto a la fragmentación y a la putrefacción".
Platón rechazó la impermanencia, argumentando contra Heráclito:

¿Cómo puede ser una cosa real lo que nunca está en el mismo estado? ... porque en el momento en que el observador se acerca, entonces se convierten en otras ... de modo que no se puede llegar a conocer su naturaleza o estado .... pero si lo que conoce y lo que es conocido existen siempre ... entonces no creo que puedan parecerse a un proceso o flujo ....

Varios dichos latinos famosos hablan de la impermanencia, como Omnia mutantur, Sic transit gloria mundi y Tempora mutantur.